# Rock and the City
Rock and the City est une série de cinq documentaires de 45 min. chacun, orchestrés et racontés par Philippe Manœuvre et diffusés sur Arte en 2009. Ces documentaires sont consacrés à des villes majeures dans l'histoire de la musique actuelle : Paris, New-York, Berlin, Kingston et Liverpool. Le titre est une allusion à la série américaine Sex and the City.

## Concept
Rock and the City propose un portrait inédit de villes mythiques qui ont marqué l’histoire de la musique. Chaque film est conçu comme un voyage initiatique, à travers des rencontres d'artistes qui nous entraînent dans leur environnement quotidien. Entre images d'archives et anecdotes, endroits célèbres ou insolites, ces documentaires explorent l’histoire passée, présente et future de la musique en faisant découvrir le cœur de chaque ville.
La série est à ce jour[Quand ?] composée de 5 documentaires dédiés à Paris, Berlin, New York, Kingston et Liverpool ; d'autres villes pourraient s'ajouter à la collection par la suite.

## DVD
Les documentaires sont sortis en coffrets DVD+CD le 16 mars 2009.